# ATP Challenger Kolding
Das ATP Challenger Kolding (offiziell: Købstædernes ATP Challenger) war ein Tennisturnier, das von 2005 bis 2009 jährlich in Kolding, Dänemark stattfand. Es gehörte zur ATP Challenger Tour und wurde in der Halle auf Hartplatz gespielt.

## Liste der Sieger

### Einzel
| Jahr | Sieger          | Finalgegner    | Ergebnis         |
| ---- | --------------- | -------------- | ---------------- |
| 2009 | Alex Bogdanovic | Ivan Dodig     | 3:6, 7:67 aufgg. |
| 2008 | Roko Karanušić  | Karol Beck     | 6:4, 6:4         |
| 2007 | Lukáš Lacko     | Gilles Müller  | 7:63, 6:4        |
| 2006 | Michaël Llodra  | Raemon Sluiter | 6:4, 6:4         |
| 2005 | Dmitri Tursunow | Steve Darcis   | 6:3, 6:4         |

### Doppel
| Jahr | Sieger                        | Finalgegner                          | Ergebnis          |
| ---- | ----------------------------- | ------------------------------------ | ----------------- |
| 2009 | Martin Fischer Philipp Oswald | Jonathan Marray Aisam-ul-Haq Qureshi | 7:5, 6:3          |
| 2008 | Brendan Evans Chris Haggard   | James Auckland Todd Perry            | 6:3, 7:5          |
| 2007 | Frederik Nielsen Rasmus Nørby | Philipp Petzschner Alexander Peya    | 4:6, 6:3, [10:8]  |
| 2006 | Jeff Coetzee Rogier Wassen    | Eric Butorac Travis Parrott          | 4:6, 6:4, [10:5]  |
| 2005 | Stephen Huss Johan Landsberg  | Frederik Nielsen Rasmus Nørby        | 1:6, 7:64, [10:8] |